# Лузонская питта
Лузонская питта (лат. Erythropitta kochi) — вид воробьиных птиц из семейства питтовых. Видовое латинское название дано в честь немецкого зоолога Готлиба фон Коха (1849—1914).
Эндемик Филиппин. Обитает только на острове Лусон. Живёт в тропических и субтропических горных влажных лесах.
Птица длиной 21 см и весом 116 г. Тело массивное. Крылья и хвост короткие. Голова округлая. Клюв длинный и прочный. Верх головы чёрный. Шея ржаво-коричневая. От основания клюва вдоль щёк и по бокам горла проходит серо-коричневая полоса, образуя своеобразные «усы». Горло, спина и крылья тёмно-коричневые. Грудь и хвост синие. Брюхо красное.
Птица проводит большую часть дня, двигаясь в густом подлеске в поисках пищи. Питается дождевыми червями и улитками, реже насекомыми и другими мелкими беспозвоночными.